# Dorsal de Lomonossov

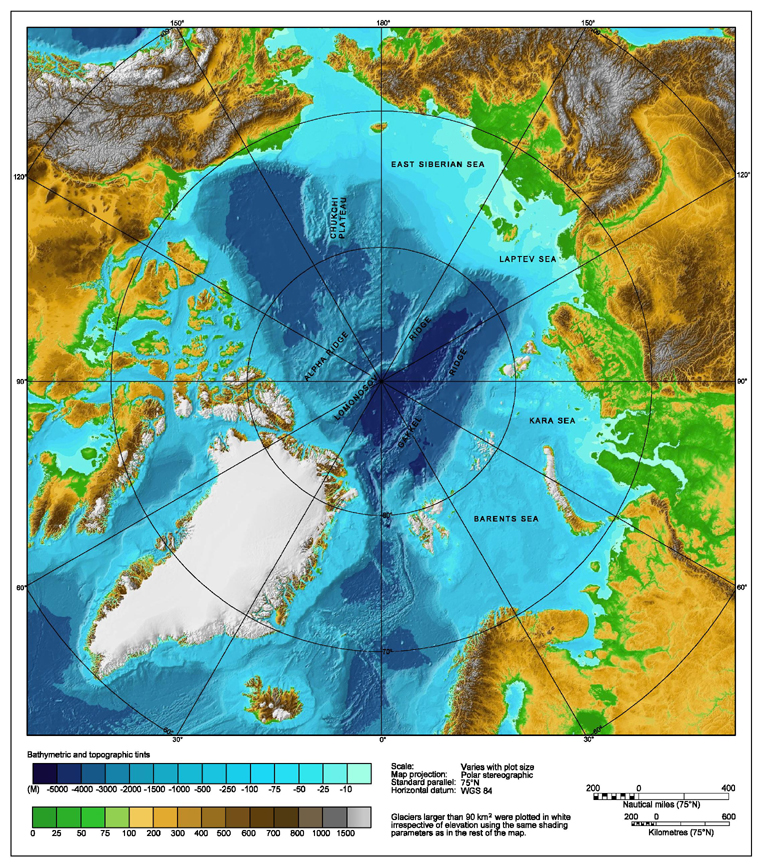
Carta topográfica e batimétrica do oceano Árctico e terras próximas

A dorsal de Lomonossov (em russo:  Хребет Ломоносова, Khrebet Lomonosova) é uma grande dorsal oceânica do oceano Ártico. Estende-se por cerca de 1800 km das ilhas da Nova Sibéria até à ilha Ellesmere. A largura da dorsal de Lomonossov varia entre 60 e 200 km. Eleva-se entre 3300 e 3700 m acima do fundo oceânico. A profundidade mínima do oceano na dorsal é de 954 m. As vertentes da dorsal são relativamente abruptas, separadas por canyons. O pólo Norte situa-se sobre esta dorsal oceânica.
A dorsal de Lomonossov foi descoberta pela expedição soviética de alta latitude em 1948 e nomeada em homenagem a Mikhaïl Lomonossov.